# Turó de la Bandera (Vidreres)
El Turó de la Bandera és una muntanya de 383 metres que es troba al municipi de Vidreres, a la comarca de la Selva.